# Anton Tomaž Linhart
Anton Tomaž Linhart (Radovljica, 11 dicembre 1756 – Lubiana, 14 luglio 1795) è stato un drammaturgo e storico sloveno, principalmente noto per essere stato il primo autore di commedie in lingua slovena.
Linhart nacque a Radovljica, un paese sito nell'Alta Carniola, all'epoca facente parte della Monarchia Asburgica. Suo padre era un produttore tessile di origini ceche che si stabilì nel Carniola dalla Boemia. Linhart frequentò la scuola primaria nel proprio paese natale e successivamente si recò prima a Lubiana e successivamente studiò commercio e finanza a Vienna. Prima di terminare gli studi, egli trascorse anche un breve periodo per il monastero di Stična nella Bassa Carniola. Tornato a Lubiana, fu dapprima assunto come archivista del vescovo della città e successivamente lavorò come commissario scolastico e infine come segretario dell'amministrazione asburgica del distretto della Carniola.
Nel 1786 fu nominato commissario scolastisco del distretto di Lubiana. Nel giro di tre anni da questa nomina incrementò il numero delle scuole primarie nell'area rurale del distretto da 9 a 18. Propose inoltre l'istituzione di una biblioteca pubblica nella capitale slovena, che fu realizzata dalla Biblioteca del Liceo di Lubiana, l'antesignana dell'attuale Biblioteca Nazionale e Universitaria di Slovenia.
Il suo primo lavoro letterario, scritto nonostante stesse ancora studiando, fu il poema Blumen aus Krain (Fiori dalla Carniola), scritto in tedesco. La sua prima tragedia, anch'essa scritta in tedesco, fu pubblicata nel 1780.
Sotto l'influenza dell'illuministi sloveni, specialmente di Žiga Zois, iniziò a scrivere in lingua slovena. Egli tradusse e adattò la commedia del drammaturgo tedesco Joseph Richter Die Feldmühle (Il mulino di campagna). Il suo titolo per questo fu Županova Micka (Micka, la figlia del sindaco), la quale è considerata la prima commedia in sloveno.
Adattò anche la celebre commedia Beaumarchais Le nozze di Figaro nella commedia Ta veseli dan ali Matiček se ženi (Questo giorno di gioia, ossia Matiček si sposa).

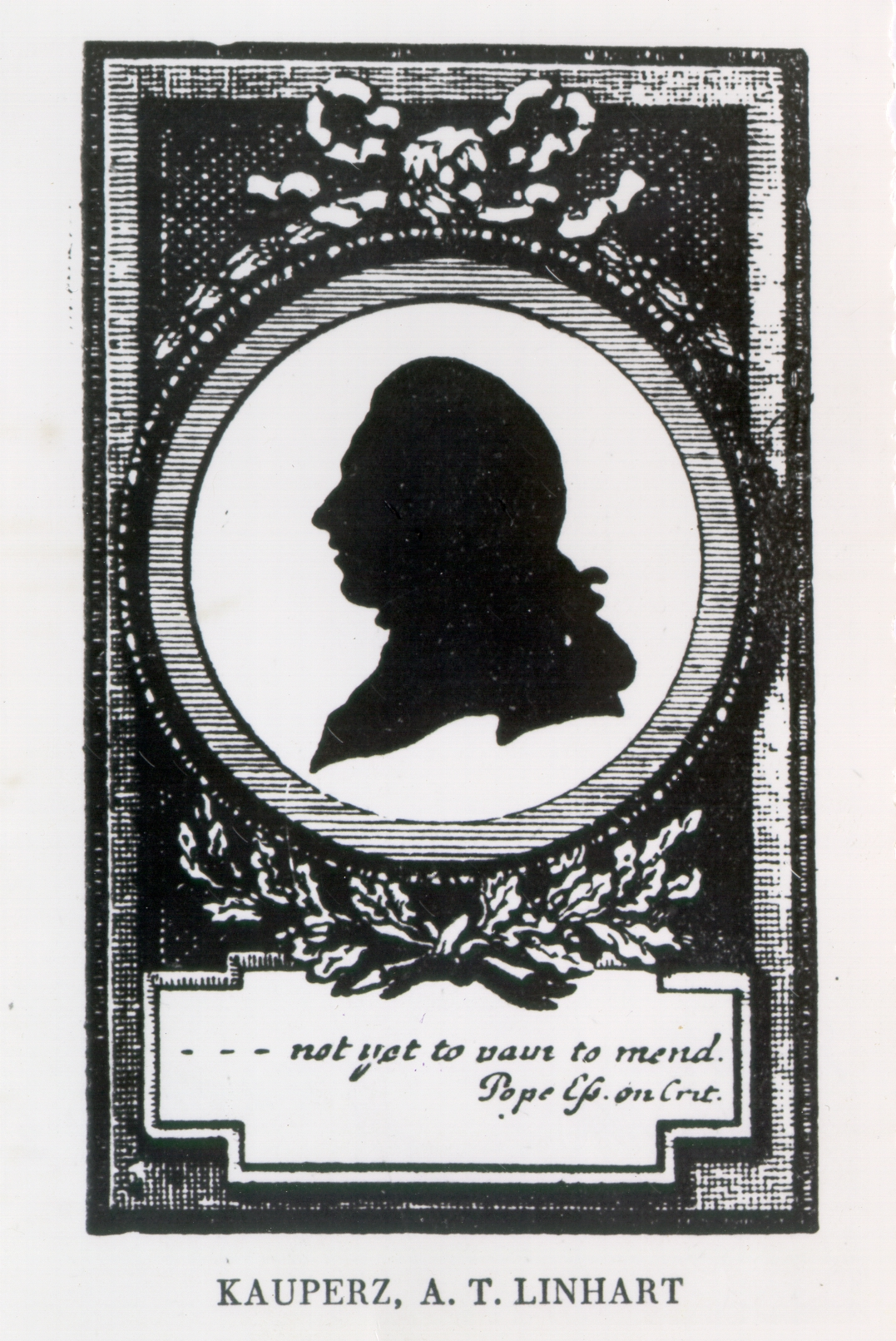
La copertina di un'edizione d'epoca di un'opera di Linhart

Come storico egli scrisse in tedesco un lavoro composto da due volumi Versuch einer Geschichte von Krain und den übrigen Ländern der südlichen Slaven Oestérreiches (Un saggio sulla storia della Carniola e altre terre degli slavi meridionali dell'Austria). Il primo volume fu pubblicato nel 1788 e s'incentra sul periodo proto-slavo, mentre il secondo fu pubblicato nel 1791 e tratta sulle migrazioni e sull'insediamento degli slavi nelle Alpi Orientali, nonché lo sviluppo politico del popolo sloveno partendo dal Regno di Samo. Il trattato storico di Linhart, fortemente influenzato dall'ideologia del filosofo tedesco Johann Gottfried Herder, ebbe una certa importanza per lo sviluppo nazionalismo romantico sloveno durante la prima metà del XIX secolo.
Linhart morì a Lubiana e fu sepolto nel cimitero di Navje a Bežigrad.